# Elefant a la sala
En anglès, elephant in the room («elefant a la sala») és una expressió metafòrica que fa referència a una veritat evident que és ignorada o que passa inadvertida. També s'aplica a un problema o risc obvi que ningú no vol discutir, o un cas de pensament de grup que ningú no vol encarar.
Es basa en la idea que seria impossible passar per alt la presència d'un elefant en una habitació i, per tant, que tots els que són dins fingeixen que l'elefant no hi és i han decidit defugir l'enorme problema que implica. Així, la sociologia i psicologia de la repressió també opera en una escala macro.

## Orígens
El 1814, Ivan Andréievitx Krilov (1769-1844), poeta, fabulista i comediògraf rus, escrigué una faula titulada "L'home inquisitiu" que parla d'un home que va a un museu i es fixa en un caramull de detalls menors però no s'adona d'un elefant que hi ha. Aquesta imatge esdevingué proverbial. Fiódor Dostoievski, a la seva novel·la Els dimonis traduïda a l'anglès per Richard Pevear i Larissa Volokhonsky i al català (en traducció directa del rus) per Josep Maria Güell, escrigué, "Belinsky era com l'home inquisitiu de Krilov, que no s'adonà de l'elefant a l'habitació...".
L'Oxford English Dictionary recull el primer ús registrat, en anglès, d'aquesta frase, com a símil, al The New York Times del 20 de juny de 1959: "Financing schools has become a problem about equal to having an elephant in the living room. It's so big you just can't ignore it."